# Paul Alexandre (écrivain suisse)
Cet article concerne le journaliste et écrivain suisse. Pour les homonymes, voir Alexandre et Paul Alexandre.
Paul Alexandre, pseudonyme de Paul Schidlof, né le 20 janvier 1917 à Genève et mort le 14 février 2005, est un journaliste, écrivain, traducteur, critique littéraire et auteur suisse de roman policier.

## Biographie
Après des études de lettres classiques et de philosophie, il devient journaliste et critique littéraire. En 1944, il assure la chronique dramatique d'un grand hebdomadaire de Lausanne. Il fonde avec Frédéric Ditis la collection Détective-club qu'il dirige jusqu'en 1954.
En marge de cette activité professionnelle, il publie des études, des nouvelles et des textes littéraires et rédige des scripts pour Radio-Genève. Il a traduit de très nombreux textes, notamment avec Maurice Renault, une adaptation de la pièce de Anthony Armstrong, Un alibi de dix minutes.
Il est l'auteur de deux romans policiers écrits en collaboration avec Maurice Roland : Voir Londres et mourir, lauréat du prix du roman d'aventures 1956, et Genève vaut bien une messe (1958).
Il a également publié en collaboration avec Béatrice de L'Aulnoit des biographies historiques et des monographies de chanteurs populaires.
Participe en tant qu'expert à l'épisode N° 1-17 des Cinq dernières minutes : Le dessus des cartes (1960).

## Œuvre

### Roman
- Je n'irai plus aux Néréides, Paris, Denoël, 1964

### Romans policiersen collaboration avec Maurice Roland
- Voir Londres et mourir, Paris, Librairie des Champs-Élysées, coll. « Le Masque » no 543, 1956 ; réédition, Paris,LGF, coll. « Le Livre de poche » no 2111, 1967
- Genève vaut bien une messe, Paris, Denoël, coll. « Crime-club » no 4, 1958 ; réédition, Paris, LGF, coll. « Le Livre de poche » no 3389, 1972

### Autres ouvrages
- Cent problèmes de mots croisés, Paris, J'ai lu no 4, 1967
- Queen, Paris, Prélude et Fugue, coll. « Les Guide Musicbook » no 14, 1997
- Björk, Paris, Prélude et Fugue, coll. « Les Guide Musicbook » no 128, 1997

## Prix et récompenses
- Prix du roman d'aventures 1956 pour Voir Londres et mourir

## Sources
- Jacques Baudou et Jean-Jacques Schleret, Le Vrai Visage du Masque, vol. 1, Paris, Futuropolis, 1984, 476 p. (OCLC 311506692), p. 27-28.
- Claude Mesplède (dir.), Dictionnaire des littératures policières, vol. 1 : A - I, Nantes, Joseph K, coll. « Temps noir », 2007, 1054 p. (ISBN 978-2-910-68644-4, OCLC 315873251), p. 54.